# Werner Otto Müller-Hill
Werner Otto Müller-Hill (* 1885 in Freiburg im Breisgau; † 1977) war ein deutscher Jurist.

## Leben
Müller-Hill wurde als Sohn eines Ingenieurs in Freiburg im Breisgau geboren. Er studierte Jura und arbeitete vor dem Ersten Weltkrieg als Anwalt. Während des Krieges war er als Kriegsrichter tätig, während der Weimarer Republik wieder als Anwalt.
Müller-Hill meldete sich 1939 freiwillig bei der Wehrmacht, stand dem Nationalsozialismus aber distanziert gegenüber. In seinem während des Kriegs entstandenen Tagebuch kritisierte er 1944 unter anderem den hoffnungslosen Kampf im längst verlorenen Krieg. In der Nachkriegszeit war er als Staatsanwalt tätig.
Sein 2012 veröffentlichtes Tagebuch „Man hat es kommen sehen und ist doch erschüttert“ erlangte bundesweite Bekanntheit und wurde zahlreich rezipiert.
Er war der Vater des Genetikers Benno Müller-Hill.

## Schriften
- Werner Otto Müller-Hill: Man hat es kommen sehen und ist doch erschüttert - das Kriegstagebuch eines deutschen Heeresrichters 1944/45. Vorwort Wolfram Wette. Siedler, München 2012, ISBN 978-3-8275-0010-6.